# Coscinia splendida
Coscinia splendida là một loài bướm đêm thuộc phân họ Arctiinae, họ Erebidae.